# Peter Faber (theoloog)
Peter Faber (Frans: Pierre Lefevre of Pierre Favre, Latijn: Petrus Faber)  (Villaret, 13 april 1506 – Rome, 1 augustus 1546) was een 16e-eeuwse jezuïet en theoloog.
Faber werd in het hertogdom Savoye geboren. Hij liep school in La Roche-sur-Foron. Hij behoorde tot de eerste gezellen van Ignatius van Loyola. Ignatius beschouwde Faber als een buitengewoon bekwaam begeleider van de geestelijke oefeningen.
Faber werd op 5 september 1872 zalig verklaard.
Met de 'canonizzazione equipollente' werd hij, zonder het vereiste wonder op voorspraak, door paus Franciscus heilig verklaard op 17 december 2013.
Zijn gedenkdag is op 1 augustus.
In 1960 promoveerde Michel de Certeau op het geestelijk dagboek van Pierre Favre. Pierre staat bekend om zijn kennis van de onderscheiding der geesten.

## Audiovisueel
Video of talk by Sr. Marian Cowan, CSJ, Retreat Director and Writer, on her perspectives on Blessed Peter Favre and the Spirituality within the Spiritual Exercises
- Biblioteca Nacional de España: XX826787
- Bibliothèque nationale de France: cb12077758t (data)
- Gemeinsame Normdatei: 118894439
- International Standard Name Identifier: 0000 0001 0881 6010
- Library of Congress Control Number: n89612579
- Bibliotheek van het Japanse parlement: 001250559
- Nationale Bibliotheek van Tsjechië: mzk2004246369
- Nationale bibliotheek van Australië: 35277517
- Nederlandse Thesaurus van Auteursnamen: 070913218
- Istituto Centrale per il Catalogo Unico: SBLV158454
- SNAC: w60k2djk
- Système universitaire de documentation: 050508261
- Trove: 894133
- Virtual International Authority File: 27090063
- WorldCat: E39PBJwMHJVpq38Dd3mg6wQg8C